# أديسون فارمر
أديسون فارمر (بالإنجليزية: Addison Farmer)‏ هو عازف جاز أمريكي، ولد في 21 أغسطس 1928 في كونسيل بلوفس في الولايات المتحدة، وتوفي في 20 فبراير 1963 في نيويورك في الولايات المتحدة.

## وصلات خارجية
- أديسون فارمر على موقع ميوزك برينز (الإنجليزية)
- أديسون فارمر على موقع أول ميوزيك (الإنجليزية)
- أديسون فارمر على موقع ديسكوغز (الإنجليزية)